# Paul Andersson (poet)
Paul Bertil Edvard Andersson, född 23 maj 1930 i Engelbrekts församling i Stockholm, död 25 augusti 1976 i Stockholm, var en svensk poet och centralgestalt i Metamorfosgruppen på 1950-talet i Stockholm. 
| ”                       | Jag vill att läsaren skall så betrakta sig själv att han ser mig. | „ |
| – Paul Andersson, 1954. |                                                                   |   |

## Biografi
Paul Andersson föddes i Stockholm. Han var utomäktenskaplig son till den skånska mjölnardottern, hembiträdet och kokerskan Berta Andersson (1905–1967) och Alexander Keiller, Jr (1907–1976), äldste sonen i en överklassfamilj i Göteborg och så småningom direktör för Keiller & Co. Ett falskt men seglivat rykte sade att Anderssons far var oäkta barn till Oscar II. Paul Anderssons mor avskedades från sin tjänst när graviditeten blev känd. Under löfte om att aldrig mer kontakta familjen fick hon välja mellan att överlämna barnet i familjen Keillers försorg eller att själv ta hand om det. Andersson kom att tillbringa större delen av sin uppväxt på barnhem.
Anderssons produktion utgörs av fyra diktsamlingar, utgivna på 1950-talet. Ett decennium efter hans bortgång utgavs ytterligare en volym med strödikter som ursprungligen publicerats i olika tidningar och tidskrifter, Under träden och andra dikter (1986), med förord av Karl Vennberg.
Debuten skedde 1952 med Ode till okänd konstellation. Detta ode gavs ut i en mindre stencilerad upplaga av Metamorfosgruppens förlag. Anderssons genombrott ägde rum 1953 med den drygt 450 rader långa dikten Elegi över en förlorad sommar. Också den utgavs på Metamorfos, en första version som stencilerat häfte, därefter en andra version som tryckt bokupplaga. Året efter publicerade han en tredje och sista version av denna elegi i en metamorfos-antologi utgiven av FIB:s lyrikklubb med inledning av Karl Vennberg. Där berättar Andersson att dikten tillkom sommaren 1952, "i en tid av händelselöshet", när han låg inkallad vid Stockholms luftvärnsregemente (Lv3) i Norrtälje. De tre olika versionerna, som publicerades mellan februari 1953 och maj 1954, utgavs tillsammans 2010.
År 1954 gifte han sig med Dagmar Kiausch. Avsnittet Sagoförtäljaren tillägnades henne i diktboken Berättarna. Kantat i fyra partier för kör och soli (1955). Hon omkom 1956 i en trafikolycka i Italien samma år som Anderssons fjärde och sista bok Judiska motiv utgavs. Året därpå gifte han om sig med Tua Hjortberg och fick tillsammans med henne dottern Jaël. Sedan äktenskapet hade upplösts bodde Andersson åren 1960–1967 utomlands, huvudsakligen i Rom. När hans samlade verk utgavs 1991 skrev hans dotter Jaël Waern ett av förorden. Till den utgåvan fogades också en del efterlämnade dikter, liksom novellen Jelena Borisnovas helgon ur ett nummer av BLM 1958.

## I skönlitteratur och film
Samma år som Andersson fick sitt litterära genombrott staterade han tillsammans med bland andra Bengt Ekerot i spelfilmen Marianne (1953) som en del av nattlivet på en jazzkällare i Gamla stan.
Romanfiguren Mauritz i Björn Lundegårds roman Resenär (1960) har, enligt litteraturvetaren Jan Magnusson, tydliga drag av Andersson. Under sitt eget namn intar han också en framträdande plats i några delar av Birgitta Stenbergs självbiografiska romansvit, nämligen Rapport (1969), Kärlek i Europa (1981), Apelsinmannen (1983) och Spanska trappan (1987). När Apelsinmannen spelades in för TV 1990 gestaltades han av Rikard Wolff. Andersson hade gestaltats långt tidigare på film, då av fransmannen Laurent Terzieff som Alain, en av huvudrollerna i Marcel Carnés film Les Tricheurs ["Bedragarna"], eller Storstadsungdom som den hette när den gick upp på biograferna i Sverige 1958. Det är en existentialistisk historia om unga människor i Paris och deras nya förhållningssätt till etik och samhällsnorm.

## Filmografi
- 1953 – Marianne